# Bay Lake (Florida)
Bay Lake es una ciudad ubicada en el condado de Orange en el estado estadounidense de Florida. En el Censo de 2010 tenía una población de 47 habitantes y una densidad poblacional de 0,79 personas por km².

## Geografía
Según la Oficina del Censo de los Estados Unidos, Bay Lake tiene una superficie total de 59.13 km², de la cual 55.66 km² corresponden a tierra firme y (5.86%) 3.47 km² es agua.

## Demografía
Según el censo de 2010, había 47 personas residiendo en Bay Lake. La densidad de población era de 0,79 hab./km². De los 47 habitantes, Bay Lake estaba compuesto por el 89.36% blancos, el 0% eran afroamericanos, el 0% eran amerindios, el 6.38% eran asiáticos, el 0% eran isleños del Pacífico, el 0% eran de otras razas y el 4.26% pertenecían a dos o más razas. Del total de la población el 17.02% eran hispanos o latinos de cualquier raza.